# Menocchio
Menocchio, pe numele adevărat Domenico Scandella (1532 - 1599), a fost un morar din Friuli, Italia, cunoscut pentru faptul că a fost acuzat și condamnat pentru erezie și ars pe rug din cauza modului cum înțelegea dogmele creștine și critica adusă bisericii.
Deși aparținea clasei de jos, Menocchio era un om cultivat.
În urma percheziției efectuate de Inchiziție, în biblioteca sa au fost găsite numeroase cărți, multe din ele interzise de Biserica Catolică, printre care: Biblia în italiană, Decameronul lui Boccaccio, Coranul în italiană și altele.

## Context istoric
Cazul lui Menocchio este reprezentativ pentru modul în care oamenii simpli înțelegeau și preluau așa-numita cultură înaltă impusă de biserică și o simplificau pentru a o înțelege mai bine.
În acea epocă, în dorința de a impune dogmele aprobate de Conciliul din Trento, Biserica Catolică încearcă să reprime atât cultura înaltă (în 1600 este ars pe rug Giordano Bruno) cât și cea a maselor.
Starea de criză socială este acutizată și de diferențierile apărute între clasele sociale.

## Declarațiile lui Menocchio
Menocchio este critic la adresa clerului:
Papa, cardinalii și episcopii sunt atât de mari și de bogați, că tot ce este al Bisericii și al preoților și ei îl prăpădesc pe sărac, care dacă are două bucăți de pământ în arendă, astea-s ale Bisericii, ale cutărui episcop, ale cutărui cardinal.
Morarul critică și dogmatismul creat în istoria religiei creștine:
Crez că Sfânta Scriptură a fost dată de Dumnezeu, da’ după aia a fost umflată de oameni; numai patru vorbe ar fi de ajuns în astă Sfântă Scriptură, dar ea-i așa cum îs cărțile despre bătălii, care se umflă.
Menocchio transmite mesajul său de toleranță față de celelalte confesiuni:
Dumnezeu Tatăl are feluriți feciori pe care-i iubește – adică creștinii, turcii și evreii – și la toți le-a dat voința să trăiască în legea lui da’ nu se știe care o fi cea bună; de-aia zic io că, fiind născut creștin, voi a rămâne creștin, și dacă m-aș fi născut turc, aș voi să trăiesc ca turc.